# 大室奈緒子
大室 奈緒子（おおむろ なおこ、1976年1月5日 - ）は、日本の女性総合格闘家。東京都清瀬市出身。

## 来歴
2002年2月3日、プロデビュー戦となったスマックガールで小池亜伊子]と対戦し、1-2の判定負け。
2002年5月6日、スマックガールで渡辺久江と対戦し、0-3の判定負け。
2004年1月22日、DEEP初参戦となったDEEP 13th IMPACTでしなしさとこと対戦し、0-3の判定負け。
2005年3月6日、初参戦となったパンクラスで2年10か月ぶりに渡辺久江と再戦し、またしても0-3の判定負け。
2005年11月29日、SMACKGIRL初代フライ級（-48kg）女王決定戦でしなしさとこと1年10か月ぶりに再戦し、0-3の判定負けで王座獲得ならず。この試合でしなしは右眼底骨を骨折した。
2006年11月29日、スマックガールで吉田正子とグラウンド制限時間無し＆パウンドありの特別ルールで対戦し、3-0の判定勝ち。
2007年8月19日、DEMOLITION初の女子マッチで浜田福子と対戦し、腕ひしぎ十字固めで一本勝ち。
2007年11月11日、CAGE FORCE EX -eastern bound-でK-GRACE提供試合として瀧本美咲と対戦し、0-0の判定ドロー。
2008年5月24日、王者MIKUへの挑戦権を賭けたDEEP女子ライト級（-48kg）王座挑戦者決定戦で瀧本美咲と再戦し、0-3の判定負け。
2008年11月8日、VALKYRIE旗揚げ戦VALKYRIE 01 CAGE FORCE-EXで玉田育子と対戦し、0-1の判定ドロー。
2009年4月25日、VALKYRIE 02でSACHIと対戦し、TKO勝ちを収めた。
2010年2月11日、VALKYRIE 04のフライ級（-46kg）初代チャンピオン決定トーナメント準決勝で高木佑子と対戦し、3-0の判定勝ち。4月11日のVALKYRIE 05で決勝が行なわれる予定であったが、大室の怪我により延期となった。6月19日、VALKYRIE 06で行なわれた決勝で玉田育子と対戦し、0-3の判定負けで王座獲得ならず。
2012年7月21日、JEWELS 20th RINGで玉田育子と対戦し、腕ひしぎ十字固めで一本負け。
2012年11月16日に現役引退を発表。同年12月15日のJEWELS 22th RINGで渡辺久江と引退エキシビションマッチを行った。

## 戦績

### 総合格闘技
| 総合格闘技 戦績 | 総合格闘技 戦績 | 総合格闘技 戦績 | 総合格闘技 戦績 | 総合格闘技 戦績 | 総合格闘技 戦績 | 総合格闘技 戦績 |
| --------------- | --------------- | --------------- | --------------- | --------------- | --------------- | --------------- |
| 26 試合         | (T)KO           | 一本            | 判定            | その他          | 引き分け        | 無効試合        |
| 13 勝           | 2               | 4               | 7               | 0               | 4               | 0               |
| 9 敗            | 0               | 1               | 8               | 0               | 4               | 0               |

| 勝敗 | 対戦相手      | 試合結果                                  | 大会名                                                                             | 開催年月日     |
| ×    | 玉田育子      | 2R 1:05 腕ひしぎ十字固め                  | JEWELS 20th RING                                                                   | 2012年7月21日  |
| ○    | ハッピー☆福子 | 2R 2:17 TKO（ドクターストップ：目の負傷） | PANCRASE 2012 PROGRESS TOUR                                                        | 2012年4月1日   |
| ○    | 川端佑子      | 2R 3:51 腕ひしぎ十字固め                  | DEEP 富士山祭り                                                                    | 2012年1月29日  |
| △    | 永易加代      | 5分2R終了 判定1-0                         | PANCRASE 2011 IMPRESSIVE TOUR                                                      | 2011年9月4日   |
| ×    | 玉田育子      | 5分3R終了 判定0-3                         | VALKYRIE 06 【VALKYRIEフライ級初代チャンピオン決定トーナメント 決勝】              | 2010年6月19日  |
| ○    | 高木佑子      | 3分3R終了 判定3-0                         | VALKYRIE 04 【VALKYRIEフライ級初代チャンピオン決定トーナメント 準決勝】            | 2010年2月11日  |
| ○    | 関友紀子      | 3分3R終了 判定3-0                         | VALKYRIE 03                                                                        | 2009年10月24日 |
| ○    | SACHI         | 1R 2:48 TKO（スタンドパンチ＆膝蹴り）     | VALKYRIE 02                                                                        | 2009年4月25日  |
| △    | 玉田育子      | 3分3R終了 判定0-1                         | VALKYRIE 01 CAGE FORCE-EX                                                          | 2008年11月8日  |
| ×    | 瀧本美咲      | 5分2R終了 判定0-3                         | CLUB DEEP TOKYO in 新宿FACE 【DEEP女子ライト級王座挑戦者決定戦】                   | 2008年5月24日  |
| △    | 瀧本美咲      | 5分2R終了 判定0-0                         | CAGE FORCE EX -eastern bound-【K-GRACE提供試合】                                   | 2007年11月11日 |
| ○    | 浜田福子      | 2R 2:18 腕ひしぎ十字固め                  | DEMOLITION                                                                         | 2007年8月19日  |
| ×    | 舞            | 5分2R終了 判定0-3                         | SMACKGIRL 2007 〜最強はUSAだと女王は言った〜                                       | 2007年5月19日  |
| ○    | 吉田正子      | 5分2R終了 判定3-0                         | SMACKGIRL 2006 〜極女伝説〜 【特別ルール（グラウンド制限時間無し＆パウンドあり）】 | 2006年11月29日 |
| ○    | 山戸志保      | 5分2R終了 判定3-0                         | SMACKGIRL 2006 〜頂女決戦〜                                                        | 2006年6月30日  |
| ×    | しなしさとこ  | 5分3R終了 判定0-3                         | SMACKGIRL 2005 〜最軽量記念日〜 【SMACKGIRL初代フライ級女王決定戦】                | 2005年11月29日 |
| ○    | 羽柴まゆみ    | 5分2R終了 判定3-0                         | SMACKGIRL 2005 〜Road to Dynamic!!〜                                               | 2005年6月28日  |
| ×    | 渡辺久江      | 3分5R終了 判定0-3                         | PANCRASE 2005 SPIRAL TOUR                                                          | 2005年3月6日   |
| ○    | 金子和美      | 1R 3:42 腕ひしぎ十字固め                  | CROSS SECTION 第3回大会                                                            | 2004年12月12日 |
| △    | 吉田正子      | 5分2R終了 判定0-0                         | CROSS SECTION 第2回大会                                                            | 2004年9月4日   |
| ○    | おっさん      | 5分2R終了 判定3-0                         | SMACKGIRL F 〜Next Cinderella Tournament 2nd stage & SG-F7〜                       | 2004年3月20日  |
| ×    | しなしさとこ  | 5分2R終了 判定0-3                         | DEEP 13th IMPACT in KORAKUEN HALL                                                  | 2004年1月22日  |
| ○    | 永易加代      | 5分2R終了 判定2-1                         | SMACKGIRL Third Season-VII                                                         | 2003年11月10日 |
| ○    | 堀口陽子      | 1R 1:26 腕ひしぎ十字固め                  | SMACKGIRL Third Season-III                                                         | 2003年5月7日   |
| ×    | 渡辺久江      | 5分3R終了 判定0-3                         | SMACKGIRL 〜GOLDEN GATE 2002〜                                                     | 2002年5月6日   |
| ×    | 小池亜伊子    | 5分3R終了 判定1-2                         | SMACKGIRL 〜Pioneering Spirit〜                                                    | 2002年2月3日   |

### タッグマッチ
| 勝敗 | 対戦相手                                     | 試合結果                              | 大会名                                                | 開催年月日   |
| ○    | 羽柴まゆみ&川江礼子 （パートナー：内藤晶子） | 1R 4:39 腕ひしぎ十字固め（内藤→川江） | SMACKGIRL 2004 〜聖地凱旋〜 【SGSタッグマッチルール】 | 2004年8月5日 |

### グラップリング
| 勝敗 | 対戦相手   | 試合結果                 | 大会名                                                              | 開催年月日    |
| ×    | 渋谷美雪   | 判定2-4                  | SMACKGIRL GRAPPRING QUEEN TOURNAMENT 2006【フライ級 3位決定戦】     | 2006年7月23日 |
| ×    | 玉田育子   | 判定0-13                 | SMACKGIRL GRAPPRING QUEEN TOURNAMENT 2006【フライ級 2回戦】         | 2006年7月23日 |
| ○    | 船越あゆみ | 4:43 腕ひしぎ三角絞め    | SMACKGIRL GRAPPRING QUEEN TOURNAMENT 2006【フライ級 1回戦】         | 2006年7月23日 |
| ×    | 花澤直     | 4分2R終了 判定0-3        | SMACKGIRL 2006 〜女王凱旋〜【グラップリングルール】                 | 2006年4月22日 |
| ×    | 浜島佳代子 | 5分2R終了 判定59-60      | CROSS SECTION 第1回大会【コンテンダーズルール】                     | 2004年4月18日 |
| ○    | 住原康子   | 3分2R終了 判定3-0        | SMACKGIRL Third Season-EX 〜GRAPPLER'S holiday〜【SGGルール】       | 2003年7月6日  |
| ×    | 吉住絹代   | 2R 2:51 腕ひしぎ十字固め | SMACKGIRL "JAPAN CUP 2002 エピソードII"【SGG公式ルール】            | 2002年11月9日 |
| ○    | 酒井真紀   | 5分3R終了 判定3-0        | SMACKGIRL 〜Dynamic! LAST SUMMER FOREVER in 有明〜【SGG公式ルール】 | 2002年9月1日  |